# Karl Steinberg (Unternehmer)

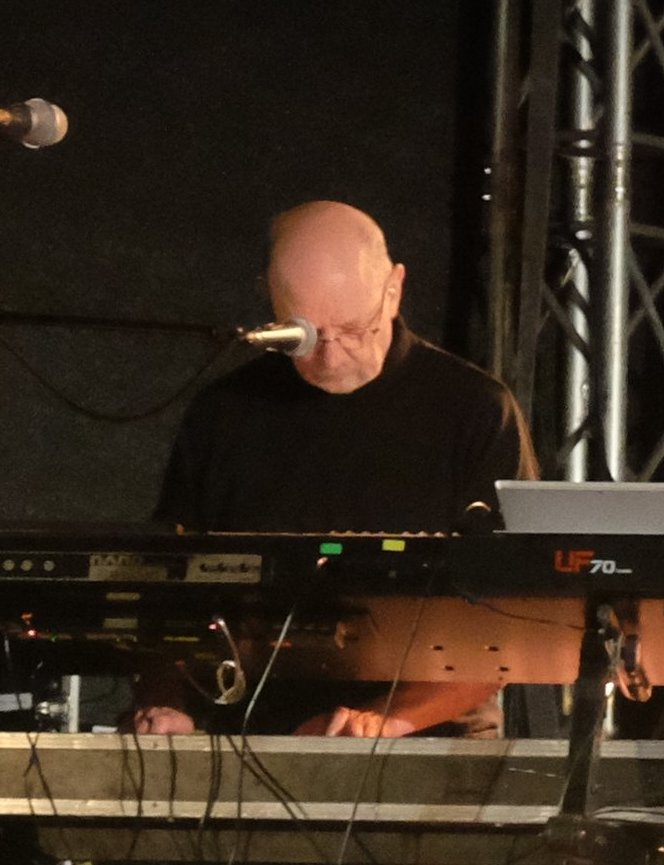
Karl Steinberg bei einem Konzert der Gruppe Stier (2017)

Karl „Charlie“ Steinberg (* 15. April 1952 in Coesfeld) ist ein deutscher Unternehmer und Mitgründer von digitalmusician.net. Zusammen mit Manfred Rürup gründete er 1983 Steinberg Research und half durch das Programm Cubase, digitale Audiobearbeitung populär zu machen. Steinberg ist darüber hinaus Gründungsmitglied der Wohltätigkeitsorganisation Fun and Mercy. Er lebt mit Frau und zwei Kindern in Hamburg.

## Musiker
Karl Steinberg studierte am Konservatorium in Münster Gitarre und Gesang. Als Gitarrist und Bassist war er ab 1966 Mitglied verschiedener Bands.
Im Herbst 1977 gründeten, neben Steinberg (Keyboard), Freddy Homann (Gitarre und Gesang) und Hölmlölm Vieth (Gitarre) von der Band Wotan, die Musiker Martin Stier (Gesang), Walter Stoever (Bass) und Olaf Schräder (Schlagzeug) die Band Törner Stier Crew. Steinberg wurde Keyboarder der neuen Band. Diese gewann 1979 den 1. Preis der Deutschen Phono-Akademie, den Vorläufer des Musikpreises Echo. 1980 folgten ein Auftritt im WDR-Rockpalast und viele Liveauftritte. Die Törner Stier Crew veröffentlichte bis 1983 insgesamt drei Studioalben.
Ein Mitte der Achtziger aufgenommenes englischsprachiges Soloalbum von Steinberg blieb unveröffentlicht.
Seit 2007 spielt Karl Steinberg als Keyboarder, zusammen mit zwei anderen Mitgliedern der Törner Stier Crew, bei dem Rockquintett Stier. Nach verschiedenen Liveauftritten erschien 2009 die von Siggi Bemm produzierte erste EP.

## Tontechniker
Als Tontechniker und Co-Produzent mischte Karl Steinberg die Alben verschiedener Bands der Neuen Deutschen Welle.
Im Brunwey Studio nahm Steinberg 1984 Inga Rumpfs LP Liebe. Leiden. Leben. auf. In diese Zeit fällt auch die Zusammenarbeit mit Mau Mau, Manfred Rürup, Modern und Udo Dahmen. Im Studio Maschen arbeitete Steinberg 1982 mit Frl. Menke, in den Loft Studios Brunwey zusammen mit Achim Reichel und Boyzone.

## Softwareentwickler
Als erstes Produkt der Steinberg Research GmbH kam 1983 mit Multitrack Recorder für den Commodore C64 einer der ersten verfügbaren MIDI-Sequenzer auf den Markt. Das MIDI-Protokoll war im selben Jahr der Öffentlichkeit vorgestellt worden. Die mit dem Multitrack Recorder vertriebenen MIDI-Interfaces waren zu Beginn noch selbstgelötet. Nach Pro 16 für den C-64 und Pro 24 für den Atari ST erschien 1989 die Audiosoftware Cubase. Im Jahr 1996 brachte Steinberg die Virtual Studio Technology (VST) heraus. VST ist heute die am weitesten verbreitete Schnittstelle im Audiobereich.
Die Steinberg Media Technologies GmbH befindet sich seit 2004 im Besitz der Yamaha Corporation.
Mit dem digital musician recorder von digitalmusician.net entwickelten Karl Steinberg und Manfred Rürup einen kostenlosen Audiorecorder, der es erlaubt in Echtzeit über eine Internetverbindung mehrstimmige Musik aufzunehmen.

## Auszeichnungen
- MIPA Lifetime Achievement Award 2009[7]
- Nominierung für den Grammy Lifetime Achievement Award 2008[8]